# Caio Licínio Muciano
Caio Licínio Muciano (em latim: Gaius Licinius Mucianus) foi um general romano nomeado cônsul sufecto para o segundo semestre de 64 com Quinto Fábio Bárbaro Antônio Mácer, para o nundínio de julho e agosto de 70 com Quinto Petílio Cereal Césio Rufo e, finalmente, para o período de maio a junho de 72 com Tito Flávio Sabino. Seu nome revela que ele passou, por adoção, da gente Múcia para a Licínia.

## História
Como general, foi enviado pelo imperador Cláudio para a Armênia com Cneu Domício Córbulo durante a guerra romano-parta de 58-63. Sob Nero, foi cônsul sufecto 64.
Na época da revolta dos judeus em 66, Muciano estava servindo como governador da Síria, um posto que ele ainda mantinha no confuso ano dos quatro imperadores (69). Porém, Muciano fracassou em sua tentativa de sufocar a revolta e Vespasiano foi enviado para substituí-lo. Depois da morte de Galba (69), os dois (que ainda estavam na Judeia) juraram fidelidade a Otão, mas, quando a guerra civil irrompeu, Muciano convenceu Vespasiano a se levantar contra Vitélio, que havia tomado o trono imperial.
Eles combinaram que Vespasiano seguiria para Alexandria para tomar o vital suprimento de cereais de Roma enquanto Muciano marcharia através da Ásia Menor e da Trácia para atacar Vitélio e Tito, filho de Vespasiano, continuaria a luta na Judeia. No caminho, ele derrotou uma invasão dácia na Mésia. Muciano chegou a Roma um dia depois da morte de Vitélio e encontrou Domiciano, filho de Vespasiano, no comando da situação. A partir daí assumiu o comando da cidade até a chegada de Vespasiano.
Ele jamais vacilou em sua lealdade a Vespasiano, cujas graças ele manteve apesar de sua arrogância. Ele é mencionado também nos registros dos irmãos arvais em 70 e é possível que ele tenha sido admitido entre eles depois da chegada de Vespasiano. Contudo, o historiador Ronald Syme admite que ele pode ter sido co-optado in absentia por Galba. Depois, Muciano foi nomeado cônsul sufecto pela terceira vez em 72. Segundo Paulo Gallivan, a data de um de seus três consulados é desconhecida, possivelmente o primeiro. Outros escritores postulam que foi o segundo, que teria sido em 70.
Como Muciano não é mais mencionado no reinado de Tito, é possível que ele tenha morrido antes dele assumir em 79. Syme acredita que ele tenha morrido antes de 78.

## Escritor
Um escritor astuto e bom historiador, Muciano colecionou discursos e cartas do antigo período republicano, incluindo o corpus dos procedimentos do Senado Romano ("res gesta senatus") e foi o autor de um livro de memória, que trata principalmente da geografia e da história natural do oriente, um texto citado muita vezes por Plínio como fonte de ocorrências milagrosas.

## Bibbliografia
- Brunn, L. (1870). Gaius Licinius Mucianus (em inglês). Leipzig: [s.n.]
- George Williamson (2005). «Mucianus and a Touch of the Miraculous: Pilgrimage and Tourism in Roman Asia Minor». In:  Jaś Elsner and Ian Rutherford. Pilgrimage in Graeco-Roman and Early Christian Antiquity: Seeing the Gods (em inglês). Oxford: Oxford University Press